# Paragus yerburiensis
Paragus yerburiensis är en tvåvingeart som beskrevs av Elisabeth K. Stuckenberg 1954. Paragus yerburiensis ingår i släktet stäppblomflugor, och familjen blomflugor. Inga underarter finns listade i Catalogue of Life.